# 和歌山県道801号白浜日置川自転車道線
和歌山県道801号白浜日置川自転車道線（わかやまけんどう801ごう しらはまひきがわじてんしゃどうせん）は、和歌山県西牟婁郡白浜町内を走る県道の1つで、太平洋岸自転車道を構成する自転車道の1つである。
和歌山県の県道の中では自転車道は800番台となっている。

## 概要

### 路線データ
- 起点：西牟婁郡白浜町十九渕（つづらふち）
- 終点：西牟婁郡白浜町日置
- 距離：20.6km
- 整備済距離：12.4km（平成17年）

## 歴史
- 1974年（昭和49年） - 工事着手
- 1987年（昭和62年） - 工事完了（整備は完了していない）

## 地理

### 通過する自治体
- 西牟婁郡白浜町

### 接続する道路
- 国道42号
- 和歌山県道34号白浜温泉線
- 和歌山県道215号椿停車場線